# نصف بنس القديس باتريك

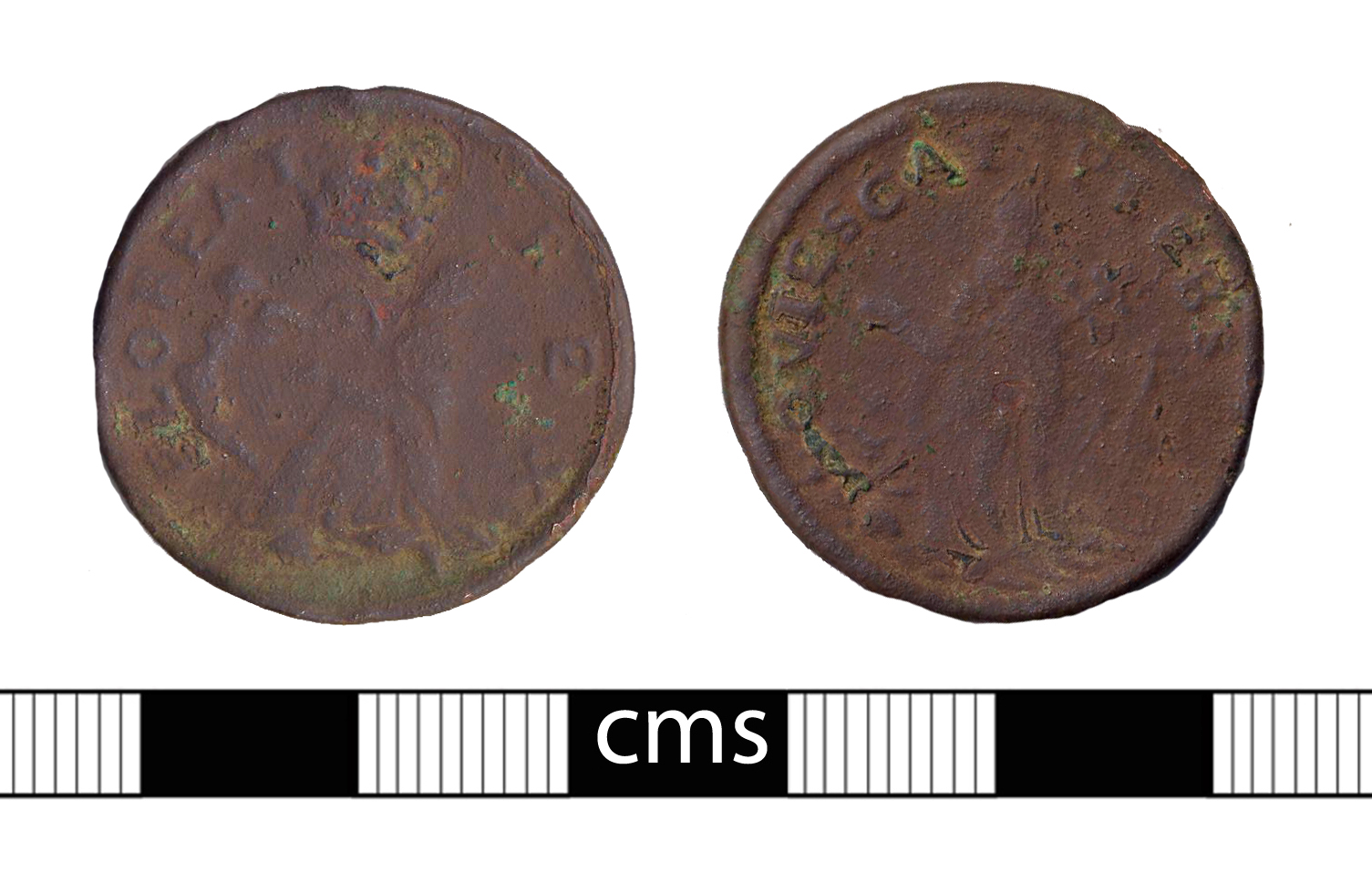
عملة القديس باتريك، يعود تاريخها إلى الفترة ما بين 1658 و1670. العملة مهترئة للغاية ولكن الأساطير FLOREAT REX و QUIESCAT PLEBS واضحة.

نصف بنس القديس باتريك هو عملة معدنية مضروبة سُكّت في القرن السابع عشر في إنجلترا وأيرلندا وويلز. يُظهر تصميم الوجه الآخر الملك داود راكعًا يعزف على قيثارة، ناظرًا إلى التاج الملكي لإنجلترا. ومن خصائص القيثارة أنها تحمل صورة امرأة مجنحة شبه عارية على عمودها، وهي سمة أصبحت شائعة على العملات الإنجليزية بدءًا من الربع الثاني من القرن السابع عشر. تقول الأسطورة الموجودة على الوجه الأمامي FLOREAT REX ( ليزدهر الملك).

## القديس باتريك

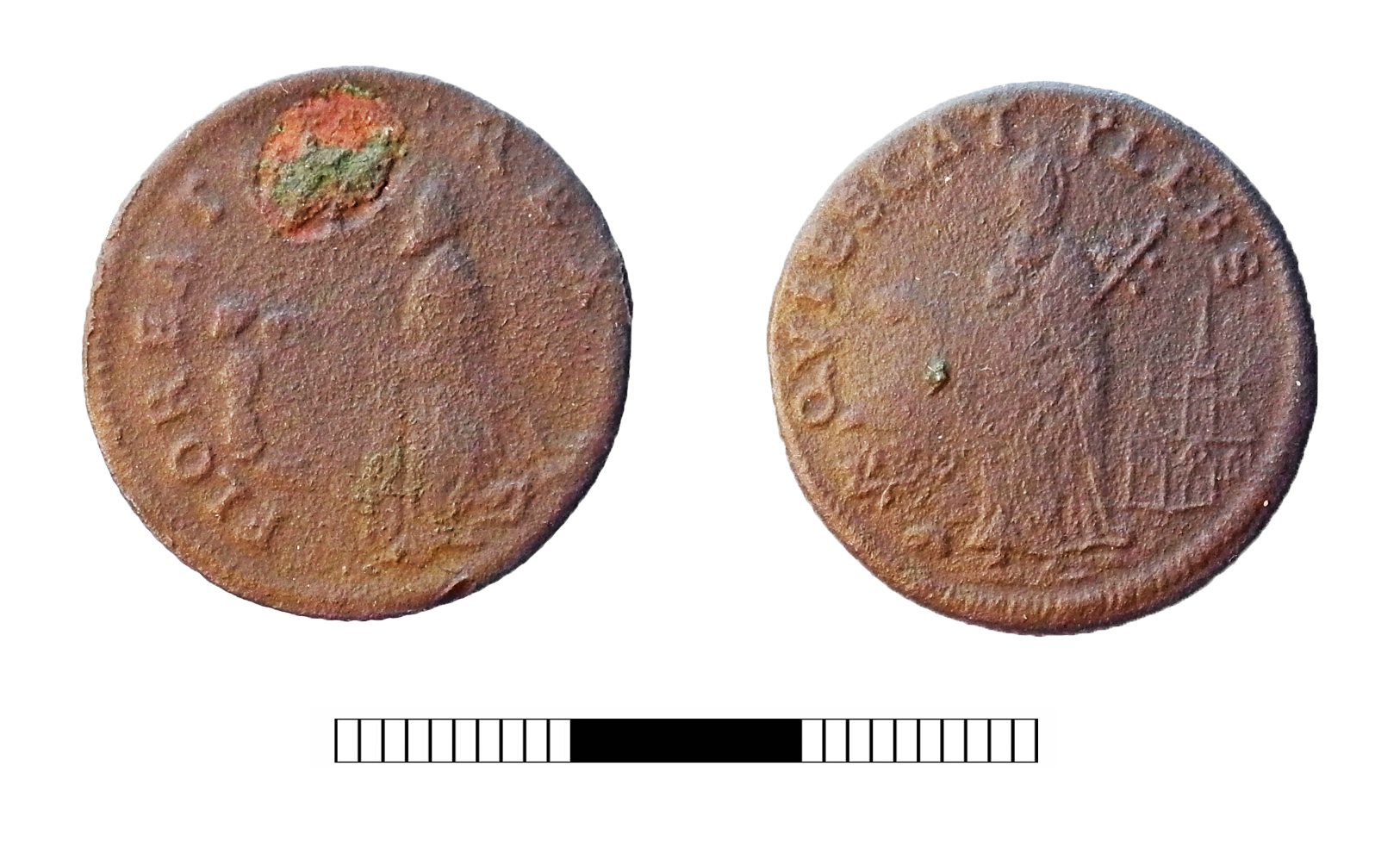
نصف بنس من عملة القديس باتريك عُثر عليها في هامبشاير.

على العينات النحاسية الأكبر حجمًا، يُرى القديس باتريك وهو يخطب في حشد متجمع حوله. يوجد على يمينه درع به تصميمات لعدة أبراج تُفسر عادةً على أنها ثلاثة، مما يشير إلى درع مدينة دبلن. تقرأ الأسطورة ECCE GREX ( انظر إلى القطيع ). معظم هذه الأنصاف البنسات للقديس باتريك هي عملات نحاسية مع رشة من النحاس الأصفر مسكوكة بحجمين، كبير وصغير. توجد العديد من العينات المعروفة من الفضة وواحدة من الذهب، على الرغم من وجود تقارير عن القصدير والرصاص أيضًا. تُسك العينات الفضية والذهبية على قوالب نحاسية أصغر. يهدف رش النحاس على وجه العملات النحاسية إلى خلق وهم بأن التاج الملكي الذي ينظر إليه الملك داود مصنوع من الذهب. 
يُصوَّر وجه نصف البنس النحاسي الأصغر القديس باتريك مرتديًا ثياب الأسقف، ويعتمر تاجًا كنسيًا ويحمل عصاً عليها صليبان. ويُصوَّر وهو يُبدّد الأفاعي من أيرلندا، والتي تُصوَّر على أنها حيوانات مائية متنوعة، بعضها خرافي. في الخلفية، يُزعم أن كاتدرائية القديس باتريك في دبلن. تقول الأسطورة : " لينعم الشعب بالسلام".

## أصل غير معروف
لا يزال مكان سك هذه العملات المعدنية غير مؤكد. أحد الاقتراحات هو أنه سُكت في برج لندن. كان موعد سك هذه العملات المعدنية موضوع نقاش على مدار المائتين والستين عامًا الماضية. كانت التواريخ المقترحة لهذه العملات المعدنية هي 1641-1642؛ 1667-1669؛ 1672-1674. الاعتقاد الحالي هو أنها سُكت بين عامي 1646 و1660 قبل الحكم الرسمي لتشارلز الثاني ملك إنجلترا، أثناء وجوده في المنفى، بسبب وثائق جديدة اكتشفها مؤخرًا جون ن. لوبيا ونشرت في نشرة C4 الإخبارية لعام 2008. لا يزال من الذي سكها والظروف المحيطة بها غير مؤكدة. أُقترح مرشحين: بيير بلوندو أو نيكولاس بريوت كمصمم لهذه العملات المعدنية، ولكن يبدو أن كلا الاقتراحين الأولين غير مرجحين. نشر جون ن. لوبيا في نشرة C4 الإخبارية لعام 2009 أدلة وثائقية جديدة تُظهر أن كلاً من العملات النحاسية الصغيرة والكبيرة هي نصف بنس. سُكت الإصدار الصغير في الفترة من 1646 إلى 1660، والإصدار الأكبر في الفترة من 1688 إلى 1690.
تحمل عينة نحاسية أصغر حجمًا ختمًا مضادًا على طول قاعدة الوجه مكتوبًا عليه MDLIII، والذي قد يشير إلى تاريخ 1553، ولكن من المبكر جدًا أن نأخذ ذلك على محمل الجد.
يُزعم وجود حوالي 450 نوعًا مختلفًا من قوالب هذه السلسلة على العملات الصغيرة. ويُعرف حوالي 1100 نموذج في التعداد السكاني. ويُقدر عدد العملات المعدنية المسكوكة بما يتراوح بين 1,500,000 و7,000,000 قطعة.

## أبعد من ذلك
قبل عام ١٦٧٨، جُلبت كمية غير معروفة من عملات القديس باتريك هذه إلى جزيرة مان. وبموجب قانون تاينوالد الصادر في ٢٤ يونيو ١٦٧٩، أُلغيت هذه العملات اعتبارًا من ١٥ يناير ١٦٨٠، مما جعل العينات اللاحقة نادرة للغاية.
يُفترض أن مارك نيوبي، وهو كويكري هاجر من أيرلندا، قد جلب كمية كبيرة من هذه العملات النحاسية إلى أمريكا الشمالية عام ١٦٨١ عندما انتقل إلى غرب نيوجيرسي، واستقر في كامدن. وفي ١٨ مايو ١٦٨٢، كان له دور فعال في جعل هذه العملات النحاسية عملة قانونية في المنطقة.
يُصنّف علماء العملات أنواع القوالب المختلفة وفقًا للمخططات التي اقترحها والتر برين وروبرت فلاك، مُعطين إياها أرقام برين أو فلاك متبوعةً بأحرف. وقد وثّق الدكتور روجر مور، وستانلي إي. ستيفنز، وروبرت فلاك أنواع قوالب العملة المعدنية الأكبر حجمًا توثيقًا كاملًا في النشرة الإخبارية الاستعمارية لعام ٢٠٠٥.

## فهرس
- برين، والتر، "تعليقات على نصف البنس والفرثنج للقديس باتريك"، النشرة الاستعمارية رقم 7 (أبريل 1968، الرقم التسلسلي 22)، ص. 214–17
- برين، والتر، "تعليقات إضافية على قطع سانت باتريك فارثينج"، النشرة الاستعمارية رقم 7 (ديسمبر 1968، الرقم التسلسلي 24)، ص. 233
- كروسبي، سيلفستر س.، العملات الأمريكية المبكرة (لورانس، ماساتشوستس: 1974)
- دانفورث، برايان ج.، "تفسيرات جديدة للعملات النحاسية الأيرلندية في المستعمرات الأمريكية: سلسلة سانت باتريك، وودز هيبرنيا، وفوتشي بوبولي"، ورقة بحثية في مؤتمر سك العملات الأمريكية، نُشرت في: مجلة إي-سايلم: المجلد 6، العدد 18، 4 مايو 2003 (جمعية هواة جمع العملات).
- فريزر، ويليام، "حول عملة "القديس باتريك" أو "فلوريت ريكس" الأيرلندية"، التي تُداولت لاحقًا في نيو جيرسي بواسطة مارك نيوبي، مع أسباب ربطها بمحاولات اللورد جلامورجان لحشد القوات في أيرلندا لتشارلز الأول"، مجلة الجمعية الملكية للآثار في أيرلندا المجلد 25/السلسلة الخامسة، المجلد الخامس، ديسمبر 1895، ص. 338–47
- هودر، مايكل، "عملات رمزية نحاسية للقديس باتريك: إعادة تقييم الأدلة"، النشرة الاستعمارية #27 (نوفمبر 1987/الرقم التسلسلي 77)، ص. 1016–18
- هوران، جيه جيه، "بعض الملاحظات والتكهنات حول عملات نصف البنس والفرثنج الخاصة بالقديس باتريك"، النشرة الاستعمارية #15 (أكتوبر 1976/الرقم التسلسلي 47): ص. 567.
- لوبيا، جون ن.، "مليون باتريك على الأقل"، نشرة سي-4 الإخبارية ٢٠٠٨
- لوبيا، جون، "عملات القديس باتريك" : الأصغر حوالي عامي ١٦٤٦ و١٦٦٠، والأكبر حوالي عام ١٦٨٨، نشرة C-4، العدد ٤، شتاء ٢٠٠٩ : 8–19
- مارتن، سيدني ف.، "عملة القديس باتريك: لأيرلندا ونيوجيرسي"، ٢٠١٨، ( كتب جوجل )
- نيومان، إريك، "توزيع عملات القديس باتريك في أمريكا"، النشرة الاستعمارية، العدد 7 (يوليو 1968، الرقم التسلسلي 220)
- مور، روجر، ستانلي إي. ستيفن، روبرت فلاك، "تحديث نسب فلاك للقديس باتريك هالبنس مع دليل مرئي"، النشرة الاستعمارية، المجلد 45، العدد 3، ديسمبر، الرقم التسلسلي 129 (2005) : 2921–2928.
- سيبي، واشنطن، "نصف بنس من عملة القديس باتريك لجون دي كورسي"، المجلة البريطانية لعلم العملات، العدد 29، (1958/59): ص. 87–90
- شارب، مايكل. "عملات القديس باتريك في عهد تشارلز الثاني"، المجلة البريطانية لعلم العملات، المجلد 68 (1998)، ص. 160
- فلاك، روبرت أ.، "أصناف نصف بنس القديس باتريك"، النشرة الاستعمارية #7 (يناير 1968، الرقم التسلسلي 21)، ص. 199–202
- فلاك، روبرت أ.، العملات الأمريكية المبكرة (جونسون سيتي، نيويورك، 1965)

## روابط خارجية
- تعليق مهم للدكتور لويس إي. جوردان، مكتبة ثيودور إم. هيسبرغ، جامعة نوتردام، نوتردام، إنديانا.
- نصف بنس القديس باتريك على coinfacts.com
- فرقة سانت باتريك كوبرز على bellaonline.com